# Dodonaea barklyana
Dodonaea barklyana (S.T.Reynolds) M.G.Harr. 
 är en kinesträdsväxtart som ingår i släktet Dodonaea och familjen kinesträdsväxter. 
Inga underarter finns listade i Catalogue of Life.